# Psychagogische Psychotherapie
Psychagogische Psychotherapie ist eine von René Bloch in seinem Buch "Die Psychagogische Psychotherapie" vorgestellte Konzeption, welche das Ziel verfolgt, in der aktuellen Umwelt liegende schädliche Einwirkungen auf das Individuum aufzuspüren und zu behandeln. Aus einer allgemeinen Zivilisationskritik aus subjektiver Sicht des Autors werden sehr breit angelegte Angebote der Veränderung vorgeschlagen. Psychagogik ist dabei im Sinne einer übergreifenden Methodenlehre definiert und gewählt.

## Prämissen
Psychische und psychosomatische Leidenszustände führen immer mehr Menschen zum Arzt und Psychotherapeuten. Erich Fromm, von dem Bloch sich u. a. inspirieren ließ, hat bereits gegen die Mitte des 20. Jahrhunderts eine zunehmende Entfremdung und Entwicklung schizophrener Symptome unter den gegebenen Kulturbedingungen vorausgesehen. Mit offen zutage liegenden Fehlhaltungen bei der Erlebnisbearbeitung befasste sich auch die psychagogische Beratung, bei welcher der Arzt auch die Aufgabe hat, das unzweckmäßige, unökonomische und unbiologische Verhalten seines Gesprächspartners aufzuzeigen, ohne nach gut und schlecht, erlaubt und verboten, richtig und falsch zu unterscheiden. Die digitale Revolution der vergangenen Jahrzehnte hat eine wachsende Gefährdungssituation für den Menschen geschaffen. Die Erkrankungshäufigkeit an psychischen und psychosomatischen Leiden hat beinahe exponentiell zugenommen mit einer entsprechenden starken Zunahme der Abwesenheitstage an der Arbeit. Die Psychagogische Psychotherapie befasst sich nach einer sorgfältigen psychologischen Strukturanalyse der Persönlichkeit mit der Aufdeckung der aus der Umwelt stammenden Noxen und deren Bewältigung. Der Therapeut handelt in Augenhöhe des Patienten, dessen Umwelt er auch aktiv zu beeinflussen versuchen kann. Durch die Vorgabe von Leitgedanken soll der Patient auch für humanistische Werte sensibilisiert werden.

## Aufbau des Buches
Die Darstellung der Psychagogischen Psychotherapie durch René Bloch erfolgt innerhalb eines breit gesteckten Rahmens, der über das Wesen der Psychotherapie vor dem Hintergrund eines gesellschaftlichen Wandels aufklären soll. Inhalt des Buches, das im Untertitel als ein Denkmodell für das 21. Jahrhundert bezeichnet wird:
1. Zur Entstehung der Psychiatrie ohne Grenzen oder Psychagogischen Psychotherapie.
2. Was ist Psychotherapie?
3. Der Mensch in der postmodernen Gesellschaft.
4. Die Rolle des Psychiaters in der postmodernen Gesellschaft.
5. Prävalenz und Symptomwandel.
6. Die Indikation zur Psychagogischen Psychotherapie.
7. Zur Theorie der Psychagogischen Psychotherapie.
8. Die Selbstfindung des Individuums im Rahmen der Psychagogischen Psychotherapie.
9. Der Patient als Therapeut.
10. Die goldenen Regeln der Psychagogischen Psychotherapie.
11. Das Szenario der Psychagogischen Psychotherapie.

Die Psychagogische Psychotherapie soll ein neues Kommunikationsverhältnis zwischen Patient und Therapeut schaffen, die sich zueinander in einer ebenbürtigen Position befinden. Regressive Reaktionen des Patienten sollen abgewehrt und seine psychischen Abwehrkräfte mobilisiert werden durch eine herausfordernde Gesprächsführung. Die Therapiedauer wird so kurz wie möglich gehalten bis zu einem wahrnehmbaren Erfolg. Im Rahmen der Therapie wird versucht,  den Patienten umzustimmen. Aus einer passiven Lebenshaltung soll er herausgeführt werden zu einer aktiven Bewältigungsstrategie der Umweltprobleme. Akzeptanz wird nur im Rahmen individueller Belastbarkeit und Sinnhaftigkeit gefordert. In einer parallelen Gruppentherapie wird den Teilnehmern alternierend eine Führungsrolle übergeben, während der Therapeut im Hintergrund bleibt. Die Psychagogische Psychotherapie kann auch eine reformatorische Wirkung auf die Gesellschaft entfalten, analog den Behandlungszielen der Psychoanalyse Freuds, welche eine Befreiung der sozial eingeschränkten Triebnatur anstrebt. Durch die Entmedikalisierung des Menschen und Annahme der pathogenen Ursachen in der Umwelt kann eine Breitenwirkung entfaltet werden.
Das Theorem von der multiplen Bedingtheit psychischer Leiden, biopsychosozial, gehört seit mehreren Jahrzehnten zum kollektiven psychiatrischen Denken. Nach der Auffassung Blochs gewinnen die pathogenen sozialen Umstände eine zunehmende Bedeutung bei der Erzeugung von psychischen Leidenszuständen. Der Mensch scheint diesen mehr und mehr wehrlos ausgeliefert zu sein und die Gesellschaft wirkt machtlos in der Abwehr von schädlichen Einwirkungen der Umgebung auf die Psyche und ebenso die körperliche Gesundheit des Menschen. Die Mitteilungen über die Zunahme von körperlichen Erkrankungen, die dem Klimawandel zuzuschreiben sind, und von psychischen Dekompensationserscheinungen im Gefolge der zunehmenden Herrschaft der Technik über den Menschen, folgen sich immer schneller. Ärzte und Psychotherapeuten sind zu größerer Wachsamkeit gegenüber diesen Gefahren aufgerufen. Die Psychagogische Psychotherapie versucht die neuen gesellschaftlichen Gegebenheiten und deren Störungspotential für einen neuen therapeutischen Zugang zum leidenden Menschen zu berücksichtigen.

## Kritik
Es handelt sich um kein fertiges Therapiekonzept, sondern ist vor allem eine Analyse, die therapeutische bzw. psychagogische Begrifflichkeiten und Konzepte nutzt. Taverna fasst seine Rezension so zusammen: Wer würde nicht gerne vom Sprechzimmer aus die Welt verändern. Die Ansprüche der Lehre sind gewaltig, die erwähnten Mittel stehen in keinem Verhältnis dazu. Keine Aussage ist grundsätzlich falsch. Doch etwas fachliche Zurückhaltung hätte dem hehren Ziel mehr genützt.